# Тейлор (округ, Західна Вірджинія)
Шаблон:StateAbbr_ 39°20′ пн. ш. 80°03′ зх. д. / 39.34° пн. ш. 80.05° зх. д.
Округ  Тейлор (англ. Taylor County) — округ (графство) у штаті  Західна Вірджинія, США. Ідентифікатор округу 54091.

## Історія
Округ утворений 1844 року.

## Демографія
За даними перепису 2000 року загальне населення округу становило 16089 осіб, зокрема міського населення було 6293, а сільського — 9796. Серед мешканців округу чоловіків було 7869, а жінок — 8220. В окрузі було 6320 домогосподарств, 4486 родин, які мешкали в 7125 будинках. Середній розмір родини становив 2,95.
Віковий розподіл населення поданий у таблиці:
| Стать    | До 15 років | 15-21 | 22-29 | 30-39 | 40-49 | 50-65 | 65-85 | Понад 85 |
| -------- | ----------- | ----- | ----- | ----- | ----- | ----- | ----- | -------- |
| Чоловіки | 1547        | 755   | 744   | 1185  | 1289  | 1345  | 921   | 83       |
| Жінки    | 1451        | 682   | 752   | 1157  | 1276  | 1367  | 1302  | 233      |

## Суміжні округи
- Мононґалія — північ
- Престон — схід
- Барбур — південь
- Гаррісон — захід
- Меріон — північний захід

## Виноски
1. ↑  U.S. Decennial Census. United States Census Bureau. Процитовано 11 січня 2014.
2. ↑  Historical Census Browser. University of Virginia Library. Архів оригіналу за 11 серпня 2012. Процитовано 11 січня 2014.
3. ↑  Population of Counties by Decennial Census: 1900 to 1990. United States Census Bureau. Процитовано 11 січня 2014.
4. ↑  Census 2000 PHC-T-4. Ranking Tables for Counties: 1990 and 2000 (PDF). United States Census Bureau. Процитовано 11 січня 2014.
5. ↑  State & County QuickFacts. United States Census Bureau. Архів оригіналу за 7 червня 2011. Процитовано 11 січня 2014. [Архівовано 2011-06-07 у Wayback Machine.](англ.) Наведено за англійською вікіпедією.
6. ↑  American FactFinder. Бюро перепису населення США. Архів оригіналу за 26 лютого 2012. Процитовано 31 січня 2008. [Архівовано 2008-05-21 у Wayback Machine.]

| США | Це незавершена стаття з географії США. Ви можете допомогти проєкту, виправивши або дописавши її. |